# Боковая аллея

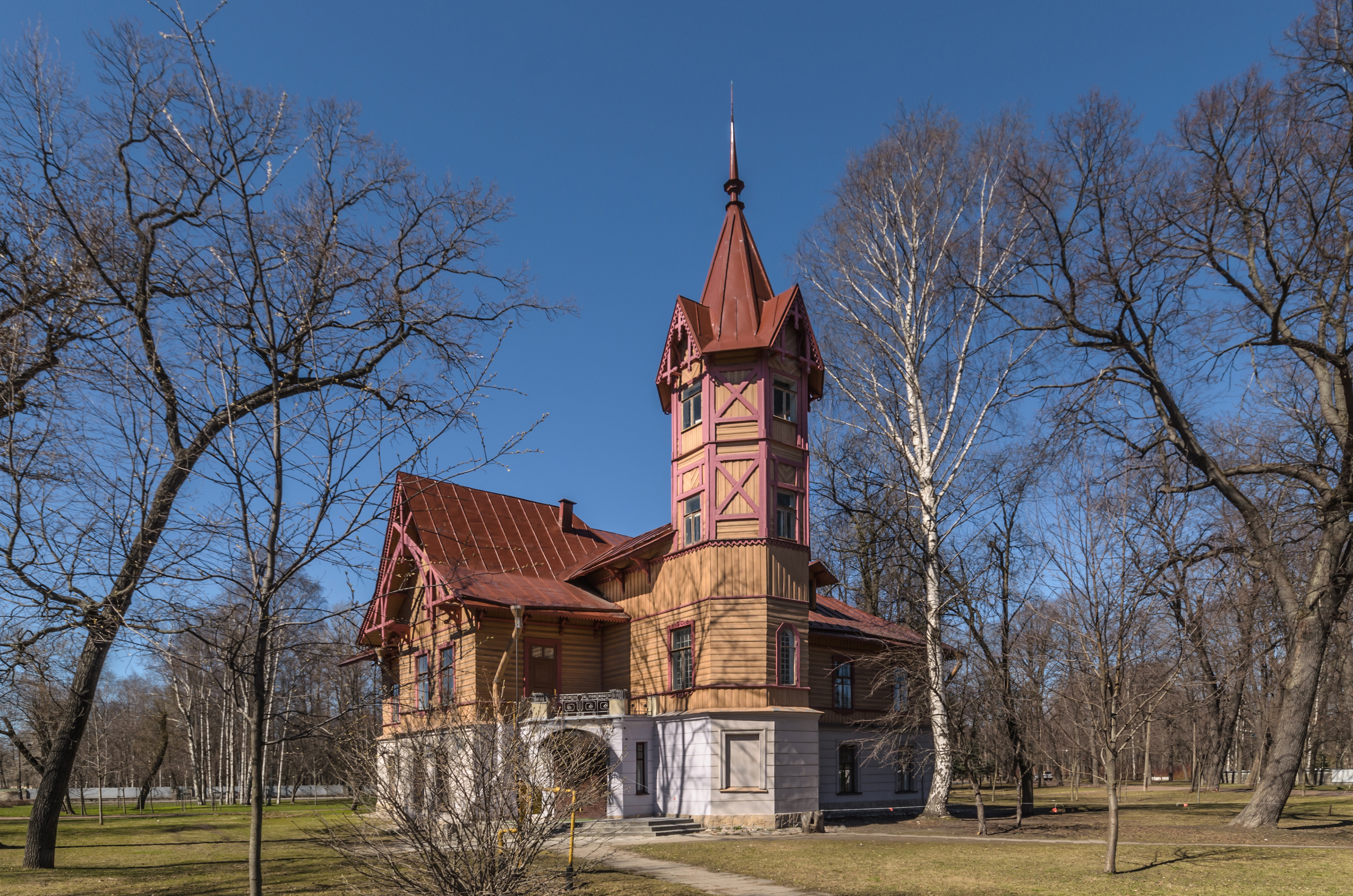
Дом княгини М. К. Кугушевой

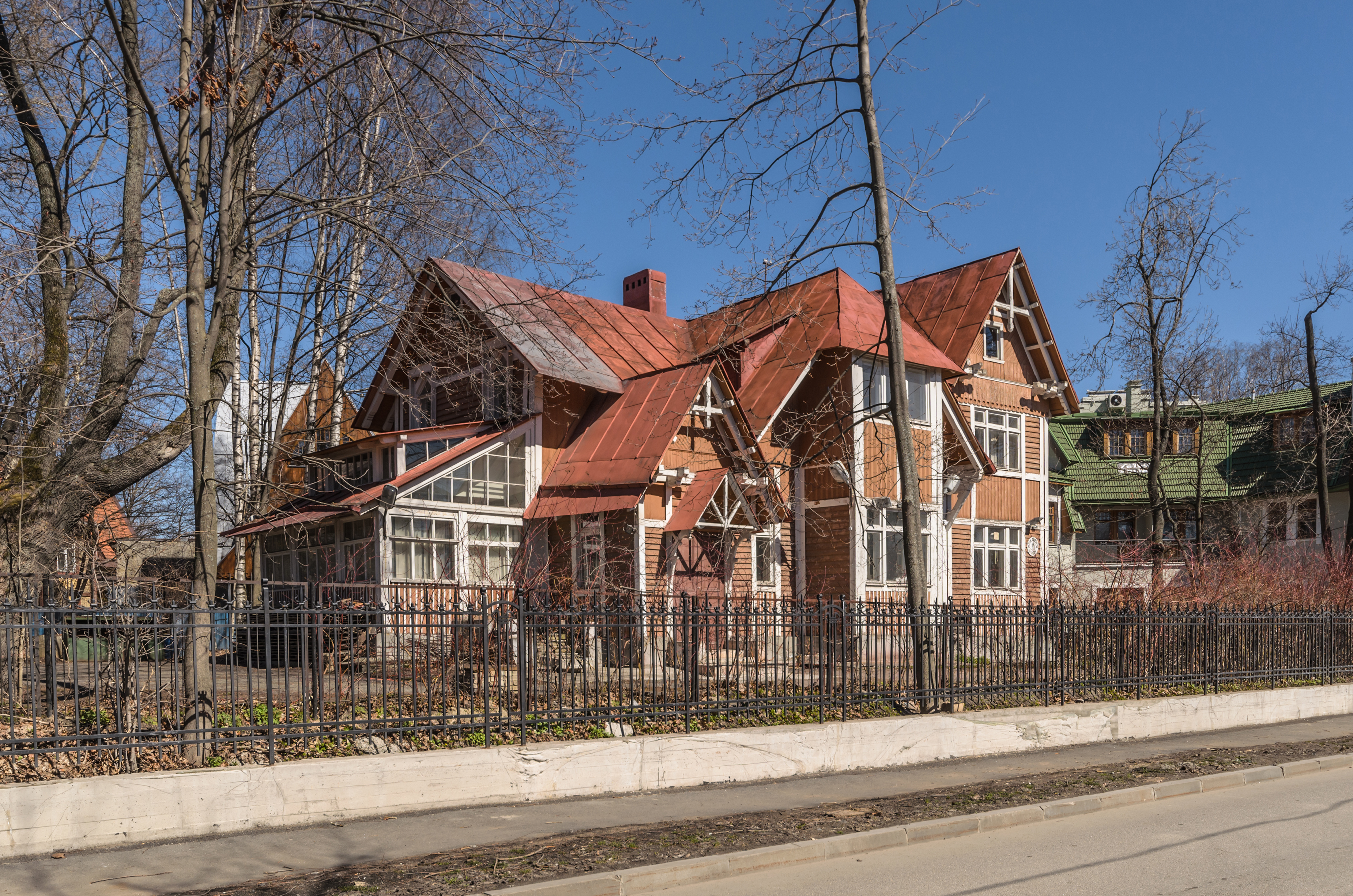
Дача П. И. Гозе

Бокова́я аллея — аллея на Каменном острове в Петроградском районе Санкт-Петербурга. Проходит от набережной реки Малой Невки до 2-й Берёзовой аллеи.

## История
Первоначально с 1915 года аллея носила название Каменная улица, дано по Каменному острову. Современное название Боковая аллея известно с 1936 года, дано по местонахождению среди других аллей острова.
Участок от Западной аллеи до Большой аллеи перекрыт в 1970-е годы для организации Государственной резиденции «К-1».

## Достопримечательности
- Парк «Тихий отдых»  7801077001
- Дом № 1 — дом княгини М. К. Кугушевой, арх. Прейс К. Г., 1895[3].  781710971850005 (ЕГРОКН). 7802210000 (БД Викигида). По сост. на 2019-й год здание занимает Детская художественная школа им. Кустодиева[4].
- Дом № 11 — дача П. И. Гозе. Землю приобрёл в 1904 году владелец прилегающего участка сапожник П. И. Гозе. Для строительства дачи он пригласил архитектора В. И. Шёне. Первый дом был возведён к апрелю 1905-го, но уже в 1910-м его решили расширить. Перестроить здание пригласили архитектора Н. К. Прянишникова. В 1914-м имение выкупила жена полковника М. Г. Орлова, при ней дача была значительно перестроена. После революции дом передали под санаторий. В 1990-х новый коммерческий владелец провёл капитальный ремонт, в результате которого был полностью утрачен исторический интерьер[5].  7802211000